# Rita Razmaitė
Rita Razmaitė (Kretinga, 20 de juny de 1967) va ser una ciclista lituana, que va competir amb la Unió Soviètica fins al 1990.
Del seu palmarès destaca sobretot la medalla de bronze al Campionat del món de velocitat. Va participar en dos edicions dels Jocs Olímpics.